# Глејшерски национални парк
Национални парк Ледник (енгл. Glacier National Park) део је система од 43 националних паркова и парковских резервата широм Канаде и једног од седам националних паркова у Британској Колумбији. Основан 1886. године, парк обухвата 1.349 km2 (521 sq mi) и укључује део планина Селкирк који су део веће групе планина, планине Колумбија. Такође, садржи национално историјско место пролаз Роџерс. 
Историја парка је уско повезана са две примарне канадске транспортне руте, канадском пацифичком железницом, довршеном 1885. године, и трансканадским ауто-путем, довршеним 1963. године. Пролаз Роџерс у центру парка измиче истраживачима све до 1881. године. Железница је са собом донела туризам, успостављање националног парка Ледник и изградњу популарног алпског хотела. Обилни зимски снегови и лавинама склоне долине парка биле су главна препрека транспорту, што је захтевало много железничког инжењерства и мера за контролу лавина. 
Парк садржи високе врхове, велике активне леднике и један од највећих канадских пећинских система. Његове густе шуме подржавају популације великих сисара, птица и алпских врста. Регија је позната по великим снежним падавинама. Парк има широку мрежу стаза, три кампа и четири завичајне колибе и кабине. Због главних транспортних рута које га деле, Национални парк Ледник има велики број посетилаца. 

## Историја
Планине Селкирк Европљани су први пут приметили када их је истраживач Дејвид Томпсон, из компаније Норт Вест, заобишао на реци Колумбија 1811. Назвао их је планине Нелсон, по Хорејшио Нелсону.
Проналажење пролаза кроз Селкиркс постало је приоритет након почетка изградње канадске пацифичке железнице. Завршетак железнице био је услов колоније Британске Колумбије по уласку у канадску конфедерацију 1867. Године 1865, геодетски геометар Валтер Моберли водио је експедицију уз реку Илецилевет (коју је именовао, користећи реч Окананган за „брзу воду“).

### Пролаз Роџерс
Експедиција, коју је предводио мајор Алберт Бовман Роџерс, открила је одржив пролаз 1881. године. Роџерсу је додељена награда од пет хиљада долара за проналажење пута кроз планине. Године 1885.  изграђена је пруга кроз пролаз Роџерс и следеће године возови су први пут у Канади путовали на запад до Пацифика. Савезна влада је брзо схватила туристички потенцијал планинског, тешко залеђеног подручја. Након путовања премијера Џона А. Макдоналда и његове супруге Агнес кроз Стеновите планине, новоизграђеном железницом Трансконтинентал, вратио се у Отаву инспирисан и предводио је стварање националних паркова Ледник и Јохо, оба основана 10. октобра 1886. године. Они су били други и трећи национални парк у земљи, после Банфа, годину дана раније.

### Хотел Ледника
Успон железнице, која се приближавала пролазу Роџерс, био је сувише стрм да би се превозом стигло до ресторана, па је саграђен хотел западно од пролаза 1886. То је додатна колекцији хотела у власништву канадске пацифичке железнице, широм Канаде, укључујући хотел на планини у Националном парку Јохо, изграђен исте године, са истим планом. Хотел Ледника  постао је центар за туризам, планинарење, глациологију и фотографију на Селкиркима. Хотел је проширен 1905. и 1911. Сматран је једним од водећих туристичких одредишта западне Канаде на размеђи двадесетог века.
Хотел је привукао планинаре из целог света, захваљујући његовој надморској висини. Године 1899, канадска пацифичка железница је уговорила услуге неколико швајцарских водича како би помогла туристима. Током периода хотела Ледника, направљени су многи први успони на врхове у парку. Хотел је, такође, привукао природњаке и научнике жељне проучавања планинског окружења. Мери Вокс Волкот и њена браћа, Џорц и Вилијам Вокс, посетили су то подручје много пута и започели прве научне студије ледника.

### Планинарење
Хотел Ледник, историчар америчког алпског клуба Вилијам Лоуел Патнам III, сматра „првим центром планинарења“ у Северној Америци. У прве две деценије рада приметио је прилив европских и америчких професионалних планинара. Вилијам Спотсвуд Грин био је први европски планинар који је забележио одличне могућности пењања на врхове близу канадске пацифичке железнице. Грин и Хенри Сванзи направили су први забележени успон на главне врхове, лета 1888. године, пењући се на планину Бонеи и Гринов врх. Британски планинар, направио је много првих успона 1890. године, укључујући планину Фокс; касније се придружио Хенрију Форстеру и двојици швајцарских планинара, Емилу Хуберу и Карлу Сулцеру, како би истражили јужне врхове парка.
Артур Оливер Вилер, картограф, планинар и оснивач алпског клуба Канаде, дошао је у хотел Ледник 1901. године. Ово је започело тридесетогодишњу везу са северним Селкирксима, који су видели да Вилер мапира регион, објављује велике референтне радове о његовој географији и истражује већи део терена парка. Седиште алпског клуба Канаде, у близини кампа, носи његово име, као и врх и пролаз. Професор Чарлс Ернест Феј, први председник америчког алпског клуба, након посете парку 1890-их, објавио га је у часопису клуба. До 1900-их, скоро сви истакнути врхови парка имали су људске трагове. 

### Тунел и трансканадски аутопут
Након прве зиме 1886. године, радницима канадске пацифичке железнице је постало јасно да ће снажни снег за пролаза Роџерс бити озбиљан изазов. Изграђене су широке шупе за снег како би се шине заштитиле од честих лавина. Ове шупе за дрво постале су опасност од пожара у летњим месецима, па је изграђена посебна летња стаза. Године 1910. још једна лавина се спустила низ планину, усмртивши 62 мушкарца. Више од половине радника који су погинули били су јапанског порекла. Свеукупно је двеста запослених у железници убијено између 1886. и 1916. године. Канадска пацифичка железница је 1912. године признала пораз и започела изградњу тунела од осам километара испод пролаза и планине Мекдоналдс. Тунел је отворен 1916.
Нови тунел заобишао је споредни колосек хотела Ледник, а последични недостатак путника на железници довео је до краја некада популарног хотела. Затворен је 1925. године, а срушен четири године касније. Парк је током наредних тридесет година, поред кампера из летњих кампова алпског клуба из Канаде, примио мало посетилаца. До овог тренутка, путници аутомобила који су прелазили планине Колумбија морали су да користе заобилазни аутопут Биг Бенд, који је пратио горњи ток реке Колумбије. Године 1963, преко пролаза Роџерс, изграђена је трансканадска магистрала, која је у великом броју враћала туристе у парк. Паркови Канаде изградили су неколико нових кампова и проширили систем стаза.

## Географија
Парк покрива северни део планине Селкирк, под-подручје планине Колумбија. Садржи бројне леднике и велике брзе пловне путеве. Парк је подељен на две главне транспортне руте, трансканадски аутопут и канадска пацифичка железница. Најближи градови су Ревелстоук на западу и Голден на истоку. 

### Планине
Планине Колумбија издижу се са висоравни централне унутрашњости и пружају се према истоку. Геолошки се разликује од оближњих Стеновитих планина, распон је подељен на четири подопсега. Топографија парка варира између заобљених планина и гребена на истоку, северу и западу и оштрих стрмоглавих врхова у централним и јужним регионима. Артур Оливер Вилер је мерио многе планине парка 1901. и 1902. године користећи сложени систем фиксних тачака и фотографија. Почетком 20. века то подручје се називало „канадским Алпима“. Већина имена су од историјских личности, укључујући истраживаче, геодете, планинаре и руководиоце железнице и компаније Hudson's Bay. 

#### Главни врхови и ланци
Највиша тачка у парку је планина Досон, на 3.377 m (11.079 ft). Стрма планина Доналд је на висини од 3.284 m (10.774 ft), Мекдоналдс на 2.883 m (9.459 ft), Мекникол на 2.610 m (8.560 ft) и Абот на 2.465 m (8.087 ft). Врхови који се налазе у потпуности или делимично у парку, износе 2.927 m (9.603 ft).  

### Ледници
Парк има 131 ледник на 0,05 km2 (0,019 sq mi), величине 133 km2 (51 sq mi) парка. Током своје историје Северна Америка је имала циклусе залеђивања, где су се ледени покривачи напредовали и повлачили преко терена. Последњи глацијални период завршио се пре око 12.000 година, пре тога, сви ледени врхови, осим највиших врхова. Покрети ових ледених река формирали су стрмоглаве долине парка у облику слова У. Такође су заокружили мање врхове; распони на западу парка показују овај ефекат. Ледници у парку се у потпуности смањују и повлаче; они су такође неки од најпроученијих ледника у Северној Америци. 
Ледници у парку су драматично смањени крајем 20. и почетком 21. века. Прецизна мерења ледничких подручја започела су са Артуром Оливером Вилером 1900-их. Савремена мерења помоћу сателитских снимака започела су радом Сајмона Оманеиа 1980-их. Од тада се врше редовни пописи ледника у парковима, са најновијим подацима о упоређивању до 2011. године. Најновији инвентар забележио је смањење од 19,4 km2 (7,5 sq mi) површине ледника од 2000. до 2011.
Због свог положаја у близини аутопута и железнице, ледник Illecillewaet је најпосећенији и најфотографисанији. Раније познат као Велики Ледник, то је био главна туристичка атракција у периоду хотела Ледника од 1886. до 1925. године. Већина великих ледничких карактеристика налази се јужно од трансканадског коридора. Ледници у парку имају различите изгледе, са значајно великим надморским висинама, глатким и једноличним, испуцаним и испуњеним пукотинама на падинама и црним од рушевина на дну долине. Лети многи ледници попримају црвену боју; ово је резултат разних снежних алги познатих као снег од лубенице.

### Реке
Сви водотоци у парку су део слива реке Колумбија. Реке у парку брзо теку и ледено се напајају, а помогле су у урезивању стрмих долина и кањона. Са собом носе много муља и стеновитих отпадака, а често имају млечно бели изглед. У летњим месецима ове реке имају приметне дневне циклусе; они порасту високо поподне, јер је снег и лед отопљен на врхунцу, а затим знатно опадају са нижим ноћним температурама.
Године 1983. и 2012. забележене су поплаве на аутопуту и железници.

## Геологија
Геологија северних Селкиркова открива страховите тектонске промене које су обликовале терен западне Северне Америке. Као и већи део Британске Колумбије, плодни геодет и геолог др. Џорџ Мерсер Досон први је регион проучио 1890. године. Топографске карте први пут је израдио Артур Оливер Вилер, почетком 1900-их, а 1970-их и Вилеров унук, др Џон Арчибалд Вилер, спровео је опсежно геолошко истраживање са земље и ваздуха.
Са пролаза Роџерс видљиви су слојеви кварцита и аргилошиста. Жиле мермера присутне су у метаморфној стени високих врхова. Иако се ерозија и ефекти ледника непрестано уситњавају низ планинске врхове, притисак подножне стене наставља да их тера према горе. Геолози су стене планина Колумбија класификовали у групе, од којих се неколико појављује на северном Селкирксу.

### Пећине
Кречњачки слојеви у парку подложни су воденој ерозији, процеса који је формирао пећине Накиму. Први пут откривен 1907, и првобитно назван пећинама Кеопс, 6 km (3,7 mi) систем дугачких пећина, један је од највећих у Канади. Кречњак се разграђује и омекшава угљеном киселином у води потока. Вода, такође, садржи уситњене стене из глацијалних процеса, које служе за даље нагризање и пресецање нових пролаза у стени. Пећине садрже велику концентрацију ретке супстанце познате као млечно млеко (суспензија је калцијум-карбоната коју бактерије чувају нетакнутом). Због своје осетљиве природе и штете коју су рани туристи нанели пећинском окружењу, паркови Канаде затворили су пећине за ширу јавност. Приступ организованим групама и искусним спелеолозима дозвољен је уз посебну дозволу.

## Екологија
Национални парк Ледник покрива читав низ станишта, од бујне умерене прашуме у западним долинама, до негостољубивих алпских подручја прекривених ледом и стенама, до сушнијих јелових и борових шума на источној граници. У оквиру парка налазе се четири биогеоклиматске зоне Британске Колумбије. Паркови Канаде ове зоне карактеришу као „прашуму, снежну шуму и никакву шуму“. Живот животиња у парку се креће од великих сисара попут карибуа и гризла до птица као што је сури орао. 

### Флора
Долине на западној страни парка подржавају густе влажне шуме са густим подземљем. Најшире долине, као што је Illecillewaet, садрже ретко мочварно окружење, које садржи творов купус и Cicuta. Изван мочвара, доње долине покривају џиновска Туја, западни бели бор, Western hemlock, Pseudotsuga menziesii var. glauca и папираста бреза. Приземне врсте укључују Devil's club, боровнице, јетрењаче и врсте папрати.
На средњим котама појављује се субалпска зона. Ова шума има енглемнову смрчу, Mountain hemlock и америчку субалпијску јелу. Подземље је овде густо са рододендроном и бобичастим врстама, као и дубоким коритима маховине и лишајева. На вишим надморским висинама, ова шума се отвара према ливадама и клизиштима, које су прекривене бујним растом трава, зељастих грмља и алпског дивљег цвећа. Ботаничари паркова и други идентификовали су 546 врста цветних биљака у парку. Крајем јула до средине септембра видеће се импресивни приказ алпског цветања. 
Алпске ливаде настављају се у сурову зону алпских тундри, где сиромашно земљиште, обилне снежне падавине, хладне температуре и врло кратка сезона раста обесхрабрују све, осим најтврђих сyperaceaeа, трава и лишаја.

### Фауна
Богате шуме ледника подржавају велику популацију дивљих животиња, које особље паркова редовно надгледа. У парку постоје педесет и три врсте сисара. Медведи доминирају снежном зоном; богати бобицама нуде важан извор хране како за Cinnamon bear, тако и за гризли врсте. Зиме проводе у дубоким јазбинама хибернирајући. Остали предатори су Northwestern wolf, којот, риђа лисица, ждеравац, North American cougar и канадски рис.
Планинске козе су најчешћи копитари у националном парку Ледник; студија из 1985. бројила је 300 на високим врховима и долинама парка. Boreal woodland caribou мигрира одређеним долинама паркова, док се вапити, мула јелен и белорепи јелен могу наћи широм. Дубоки снег зиме већину копитара избацује из парка у доња узвишења оближњих долина. У парку се Western moose виђају ретко. Неколико врста веверица налази се у доњим шумама, а међу алпске сисаре спадају пика, Hoary marmot и америчка куна.
Ледник има 235 посматраних врста птица, али већина су селице и виђају се само у летњим месецима. На 30 врста који су током целе године становници укључују суре орлове, сове, обичне гавране, Steller's jay и Golden-crowned kinglet. Непредвидиве експлозије Pine siskin, које понекад достижу и стотине хиљада, појавиће се и остати током целе године, али следеће године више неће бити. American dipper се хране у многим водопадима и парковима.

## Клима
Смештени у оквиру унутрашњег влажног појаса, падавине су главни фактор животне средине у том подручју. Парк је раширен преко два преовлађујућа временска система, са топлијим, влажнијим ваздухом из Тихог океана који се сусреће са хладнијим и сувим ваздухом континенталних временских система. Влажни ваздух се на планине Колумбија доводи до виших висина. Резултат су честе кише и снежне олује, посебно током зимских месеци. Средња годишња количина падавина у субалпским пределима је 1.995 m (6.545 ft). Ово доприноси великим леденим пољима и ледницима који покривају већи део високих узвишења парка. Пролаз Роџерс може примити до 17 m (56 ft)   снега током зиме. 

Подручје може имати велике разлике у температури и времену због екстремне топографије. Зимске температуре на Селкирксима су умерене у поређењу са сличним повишењима у Стеновитим планинама на истоку, са летњим просечним максимумима који достижу високе степене целзијуса. 
| Клима Национални парк Ледник, пролаз Роџерс 1.340 m (4.400 ft) (1981−2010) | Клима Национални парк Ледник, пролаз Роџерс 1.340 m (4.400 ft) (1981−2010) | Клима Национални парк Ледник, пролаз Роџерс 1.340 m (4.400 ft) (1981−2010) | Клима Национални парк Ледник, пролаз Роџерс 1.340 m (4.400 ft) (1981−2010) | Клима Национални парк Ледник, пролаз Роџерс 1.340 m (4.400 ft) (1981−2010) | Клима Национални парк Ледник, пролаз Роџерс 1.340 m (4.400 ft) (1981−2010) | Клима Национални парк Ледник, пролаз Роџерс 1.340 m (4.400 ft) (1981−2010) | Клима Национални парк Ледник, пролаз Роџерс 1.340 m (4.400 ft) (1981−2010) | Клима Национални парк Ледник, пролаз Роџерс 1.340 m (4.400 ft) (1981−2010) | Клима Национални парк Ледник, пролаз Роџерс 1.340 m (4.400 ft) (1981−2010) | Клима Национални парк Ледник, пролаз Роџерс 1.340 m (4.400 ft) (1981−2010) | Клима Национални парк Ледник, пролаз Роџерс 1.340 m (4.400 ft) (1981−2010) | Клима Национални парк Ледник, пролаз Роџерс 1.340 m (4.400 ft) (1981−2010) | Клима Национални парк Ледник, пролаз Роџерс 1.340 m (4.400 ft) (1981−2010) |
| Показатељ \ Месец                                                          | .Јан.                                                                      | .Феб.                                                                      | .Мар.                                                                      | .Апр.                                                                      | .Мај.                                                                      | .Јун.                                                                      | .Јул.                                                                      | .Авг.                                                                      | .Сеп.                                                                      | .Окт.                                                                      | .Нов.                                                                      | .Дец.                                                                      | .Год.                                                                      |
| -------------------------------------------------------------------------- | -------------------------------------------------------------------------- | -------------------------------------------------------------------------- | -------------------------------------------------------------------------- | -------------------------------------------------------------------------- | -------------------------------------------------------------------------- | -------------------------------------------------------------------------- | -------------------------------------------------------------------------- | -------------------------------------------------------------------------- | -------------------------------------------------------------------------- | -------------------------------------------------------------------------- | -------------------------------------------------------------------------- | -------------------------------------------------------------------------- | -------------------------------------------------------------------------- |
| Апсолутни максимум, °C (°F)                                                | 3,3 (37,9)                                                                 | 6,1 (43)                                                                   | 12,8 (55)                                                                  | 17,0 (62,6)                                                                | 27,0 (80,6)                                                                | 29,0 (84,2)                                                                | 32,0 (89,6)                                                                | 32,8 (91)                                                                  | 28,0 (82,4)                                                                | 21,0 (69,8)                                                                | 7,2 (45)                                                                   | 4,0 (39,2)                                                                 | 32,8 (91)                                                                  |
| Максимум, °C (°F)                                                          | −6,1 (21)                                                                  | −3,5 (25,7)                                                                | 1,9 (35,4)                                                                 | 6,6 (43,9)                                                                 | 11,1 (52)                                                                  | 16,4 (61,5)                                                                | 19,8 (67,6)                                                                | 19,7 (67,5)                                                                | 13,5 (56,3)                                                                | 4,9 (40,8)                                                                 | −2,6 (27,3)                                                                | −7,0 (19,4)                                                                | 6,23 (43,2)                                                                |
| Просек, °C (°F)                                                            | −8,3 (17,1)                                                                | −6,6 (20,1)                                                                | −2,1 (28,2)                                                                | 2,1 (35,8)                                                                 | 5,8 (42,4)                                                                 | 10,3 (50,5)                                                                | 13,1 (55,6)                                                                | 12,8 (55)                                                                  | 8,0 (46,4)                                                                 | 1,8 (35,2)                                                                 | −4,5 (23,9)                                                                | −9,1 (15,6)                                                                | 1,94 (35,48)                                                               |
| Минимум, °C (°F)                                                           | −10,5 (13,1)                                                               | −9,7 (14,5)                                                                | −6,1 (21)                                                                  | −2,5 (27,5)                                                                | 0,4 (32,7)                                                                 | 4,2 (39,6)                                                                 | 6,3 (43,3)                                                                 | 5,8 (42,4)                                                                 | 2,5 (36,5)                                                                 | −1,3 (29,7)                                                                | −6,3 (20,7)                                                                | −11,2 (11,8)                                                               | −2,37 (27,73)                                                              |
| Апсолутни минимум, °C (°F)                                                 | −34,5 (−30,1)                                                              | −31 (−24)                                                                  | −26,7 (−16,1)                                                              | −21,1 (−6)                                                                 | −8 (18)                                                                    | −2,2 (28)                                                                  | −2,2 (28)                                                                  | −3,0 (26,6)                                                                | −8,9 (16)                                                                  | −19,4 (−2,9)                                                               | −34,5 (−30,1)                                                              | −38,9 (−38)                                                                | −38,9 (−38)                                                                |
| Количина падавина, mm (in)                                                 | 220,2 (8,669)                                                              | 133,6 (5,26)                                                               | 109,5 (4,311)                                                              | 81,1 (3,193)                                                               | 75,4 (2,969)                                                               | 89,9 (3,539)                                                               | 94,7 (3,728)                                                               | 87,8 (3,457)                                                               | 90,9 (3,579)                                                               | 138,1 (5,437)                                                              | 199,8 (7,866)                                                              | 176,8 (6,961)                                                              | 1.497,8 (58,969)                                                           |
| Количина кише, mm (in)                                                     | 10,1 (0,398)                                                               | 4,7 (0,185)                                                                | 20,9 (0,823)                                                               | 40,2 (1,583)                                                               | 67,6 (2,661)                                                               | 89,7 (3,531)                                                               | 94,7 (3,728)                                                               | 87,8 (3,457)                                                               | 89,0 (3,504)                                                               | 89,3 (3,516)                                                               | 32,6 (1,283)                                                               | 3,4 (0,134)                                                                | 630 (24,803)                                                               |
| Количина снега, cm (in)                                                    | 210,1 (82,72)                                                              | 128,8 (50,71)                                                              | 88,6 (34,88)                                                               | 40,9 (16,1)                                                                | 7,8 (3,07)                                                                 | 0,16 (0,063)                                                               | 0,0 (0)                                                                    | 0,0 (0)                                                                    | 1,9 (0,75)                                                                 | 48,9 (19,25)                                                               | 164,2 (64,65)                                                              | 173,4 (68,27)                                                              | 864,76 (340,463)                                                           |
| Дани са падавинама (≥ 0.2 mm)                                              | 21,5                                                                       | 16,5                                                                       | 17,7                                                                       | 15,4                                                                       | 16,8                                                                       | 17,9                                                                       | 16,4                                                                       | 14,8                                                                       | 13,8                                                                       | 18,0                                                                       | 20,9                                                                       | 20,5                                                                       | 210,2                                                                      |
| Дани са кишом (≥ 0.2 mm)                                                   | 0,93                                                                       | 1,3                                                                        | 5,9                                                                        | 11,3                                                                       | 16,0                                                                       | 17,9                                                                       | 16,4                                                                       | 14,8                                                                       | 13,7                                                                       | 13,3                                                                       | 4,0                                                                        | 0,42                                                                       | 115,95                                                                     |
| Дани са снегом (≥ 0.2 cm)                                                  | 21,3                                                                       | 16,3                                                                       | 15,5                                                                       | 8,3                                                                        | 2,5                                                                        | 0,15                                                                       | 0,0                                                                        | 0,0                                                                        | 0,48                                                                       | 7,7                                                                        | 19,3                                                                       | 20,4                                                                       | 111,93                                                                     |
| Извор: Животна средина Канада.                                             |                                                                            |                                                                            |                                                                            |                                                                            |                                                                            |                                                                            |                                                                            |                                                                            |                                                                            |                                                                            |                                                                            |                                                                            |                                                                            |

### Контрола лавине
Одржавање трансканадског аутопута кроз снежни пролаз Роџерс је стална битка. Паркови Канаде сарађују са посадама провинцијских аутопутева и канадским оружаним снагама како би аутопут био што више отворен. Особље паркова игра и истраживачку и превентивну улогу надгледањем нивоа снежног покривача и предвиђањем вероватноће лавине, као и радом са канадским снагама на покретању контролисаних лавина. Краљевско канадска коњска артиљерија управља топовима хаубица калибра 105 мм, базираних на кружним положајима пушака дуж аутопута. Аутопут је затворен за саобраћај, гранате се испаљују на окидачке тачке које су идентификовали прогнозери паркова и покрећу се мање, контролисаније лавине.